# Meghri
Meghri – miasto w Armenii, w prowincji Sjunik. W 2022 roku liczyło ok. 4200 mieszkańców. Siedziba dystryktu.